# 雷宾斯克
雷宾斯克（羅馬化：Rybinsk）是俄罗斯雅罗斯拉夫尔州的第二大城市，位于伏尔加河和舍克斯纳河的交汇处，2002年人口222,653人。土星科研生产联合体总部位于其地。